# HAVOC

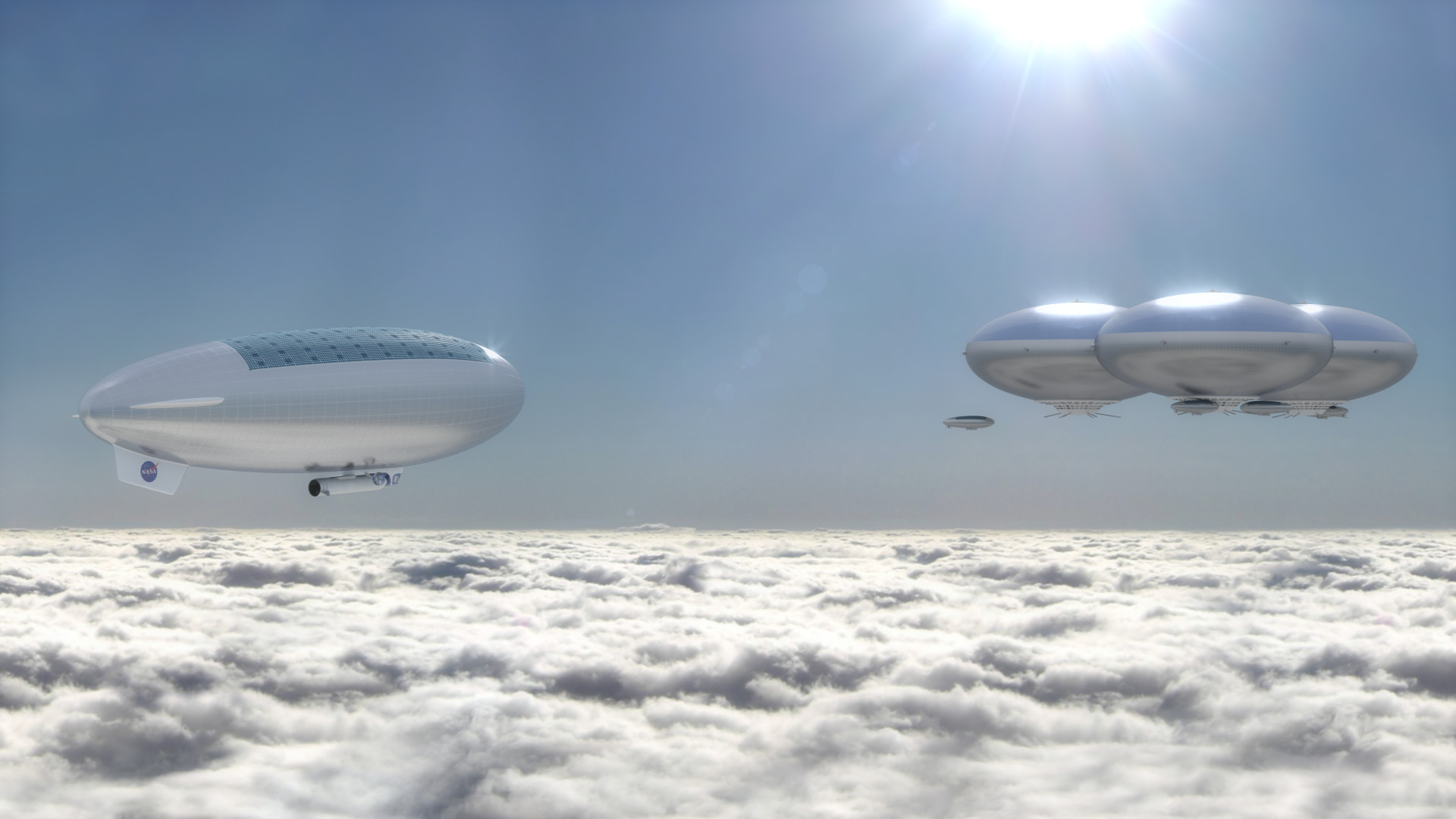
Художня репрезентація щодо небесних баз у атмосфері Венери.

High Altitude Venus Operational Concept (HAVOC) — запропонована NASA програма спрямована на розробку послідовної стратегії з дослідження Венери, сфокусована на структурі місії і на концепті керованого повітроплавного апарата для виконання завдань а атмосфері Венери. HAVOC передбачає серію місій, які привели б до створення постійної колонії на Венері з п'яти етапів:
- Етап 1: Автоматизована розвідка та дослідження атмосфери Венери.
- Етап 2: Пілотована місія на орбіту Венери протягом 30 діб.
- Етап 3: Пілотована місія в шарах венеріанської атмосфери протягом 30 діб.
- Етап 4: Пілотована місія в шарах венеріанської атмосфери протягом одного року.
- Етап 5: Постійна пілотована місія на повітроплавній базі в атмосфері Венери.

## Зовнішні ресурси
- HAVOC [Архівовано 30 березня 2015 у Wayback Machine.]